# Papa ou Maman 2
Pour les articles homonymes, voir Papa ou Maman (homonymie).
Série
Papa ou Maman
(2015)
Pour plus de détails, voir Fiche technique et Distribution.
Papa ou Maman 2 est une comédie française réalisée par Martin Bourboulon, sortie en 2016. Il s'agit de la suite de Papa ou Maman, sorti en 2015.

## Synopsis
Deux ans ont passé. Après avoir raté leur séparation, les Leroy semblent parfaitement réussir leur divorce. Mais l'apparition de deux nouveaux amoureux dans la vie de Vincent et de Florence va mettre le feu aux poudres. Le match entre les ex-époux reprend.

## Fiche technique
- Titre : Papa ou Maman 2
- Réalisation : Martin Bourboulon
- Scénario : Martin Bourboulon, Matthieu Delaporte, Marina Foïs, Laurent Lafitte et Alexandre de La Patellière
- Musique : Jérôme Rebotier
- Supervision musicale : Rebecca Delannet et Astrid Gomez-Montoya
- Montage :
- Photographie : Laurent Dailland
- Décors : Stéphane Taillasson
- Costumes : Priscillia Van Sprengel
- Producteurs : Alexandre de La Patellière et Dimitri Rassam
  - Coproducteurs : Vivien Aslanian, Serge de Poucques, Matthieu Delaporte, Sylvain Goldberg, Nadia Khamlichi, Romain Le Grand et Gilles Waterkeyn
  - Producteur associé : Jonathan Blumenthal
- Sociétés de production : Chapter 2, Pathé, M6 Films, Nexus Factory, uMedia (en) et Fargo Films
  - En association avec la SOFICA Sofitvciné 4
- Distribution : Pathé Distribution
- Pays d'origine :  France
- Durée : 97 minutes
- Genre : comédie
- Dates de sortie :
  -  France : 7 décembre 2016

## Distribution
- Laurent Lafitte : Vincent Leroy
- Marina Foïs : Florence Leroy
- Alexandre Desrousseaux : Mathias Leroy
- Jonathan Cohen : Edouard Morteau
- Sara Giraudeau : Bénédicte
- Anna Lemarchand : Emma Leroy
- Achille Potier : Julien Leroy
- Judith El Zein : Virginie
- Nicole Garcia : la mère de Florence
- Michaël Abiteboul : Paul
- Michel Vuillermoz : Coutine
- Alice Saignes et Louise Saignes : Charlotte Leroy
- Anne Le Ny : la juge
- Sarah Le Picard : l'assistante de Florence

## Accueil

### Accueil critique
Sur Allociné, le film est mieux noté par les spectateurs que le premier, avec une moyenne 3,7/5 contre 3,3/5 pour le premier. Les notateurs de Sens Critique lui ont attribué 5,9/10.
Du côté de la presse, Femme actuelle et Ouest France ont mis la note maximale, c'est-à-dire 5/5. Le site Allociné propose une note moyenne de 3,3⁄5 à partir de l'interprétation de critiques provenant de 28 titres de presse.

### Box-office
Ce film a figuré à la 42e place du box-office français 2016 (JP's box-office)
| Pays ou région | Box-office        | Date d'arrêt du box-office | Nombre de semaines |
| -------------- | ----------------- | -------------------------- | ------------------ |
| France         | 1 365 839 entrées | inconnue                   | inconnue           |